# Epidendrum compressum
Epidendrum compressum är en orkidéart som beskrevs av August Heinrich Rudolf Grisebach. Epidendrum compressum ingår i släktet Epidendrum och familjen orkidéer. Inga underarter finns listade i Catalogue of Life.

## Bildgalleri

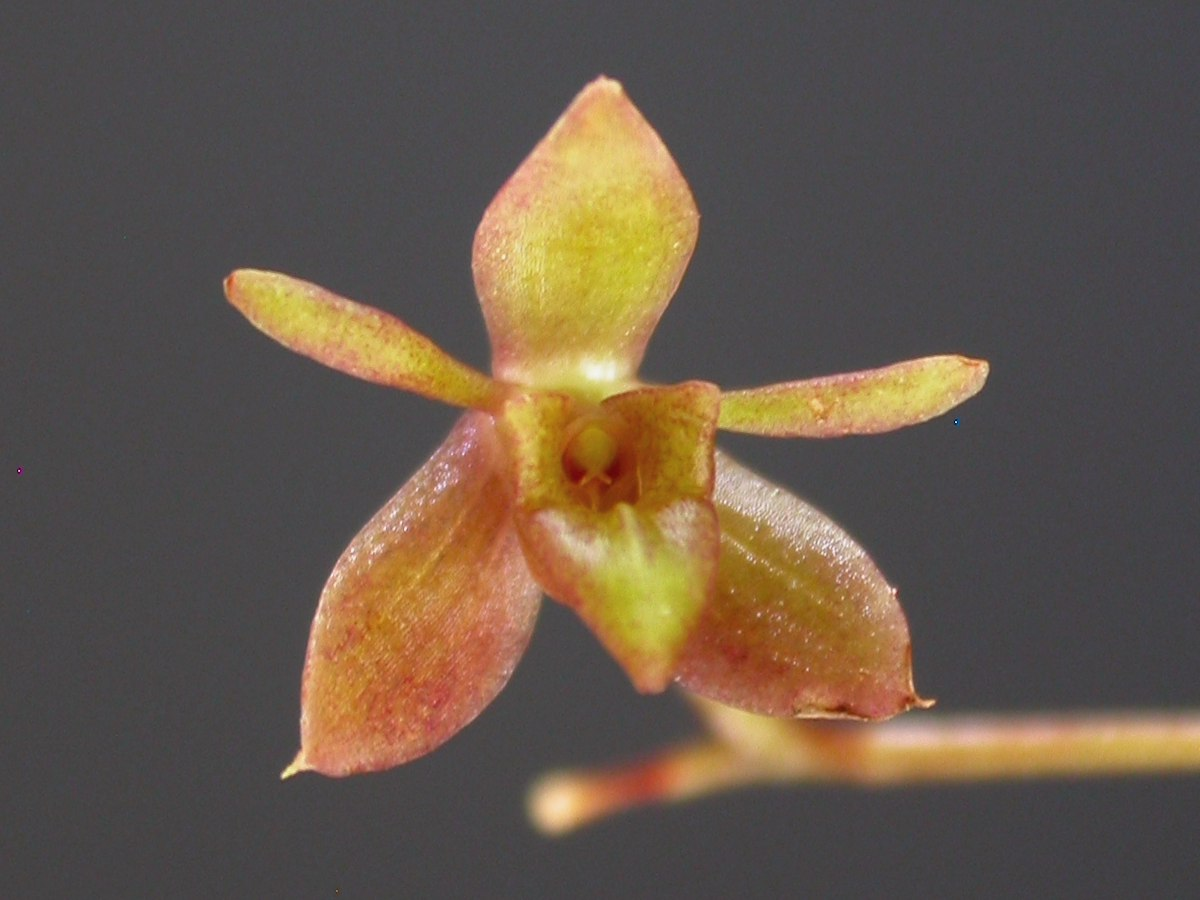
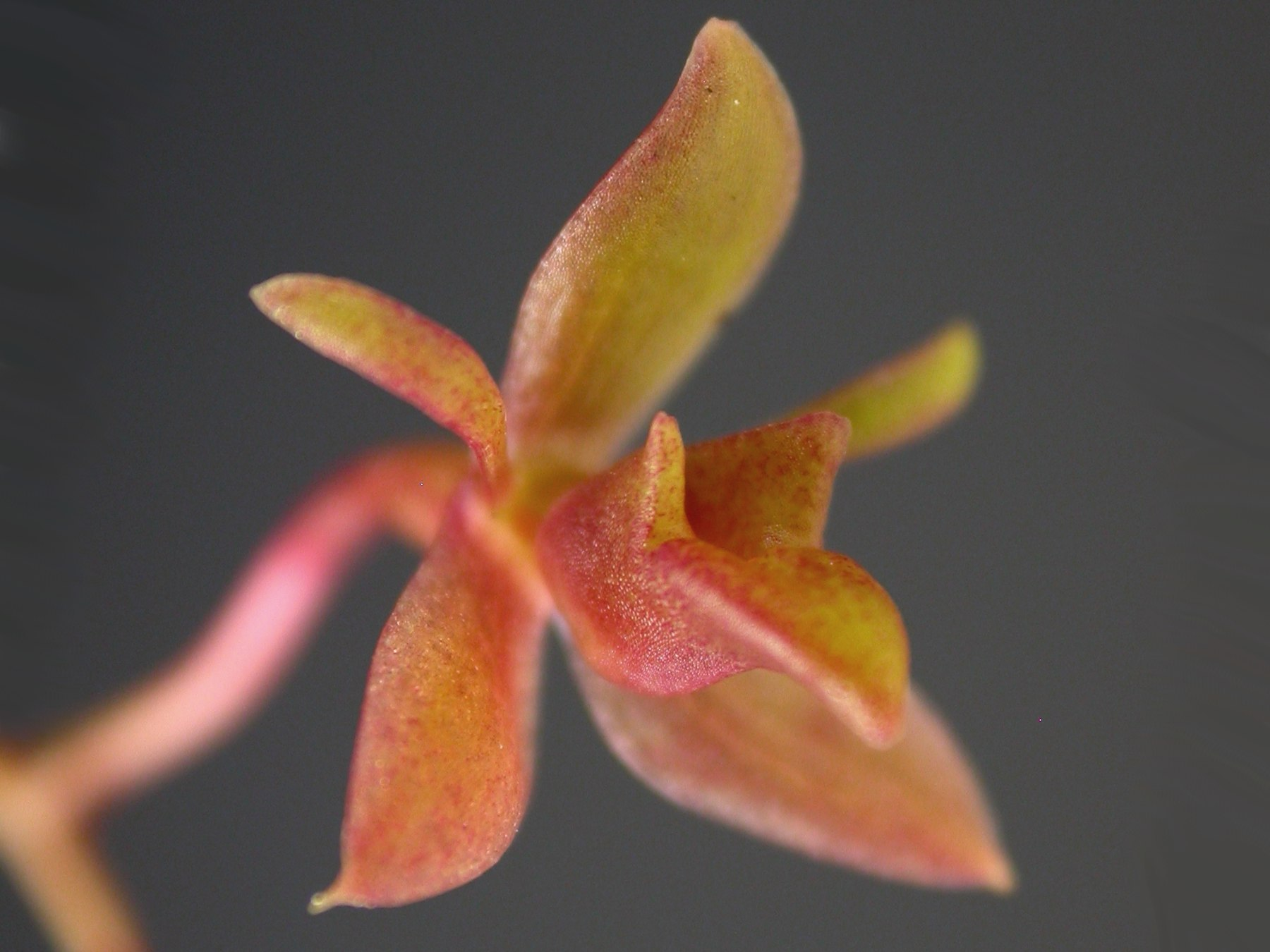
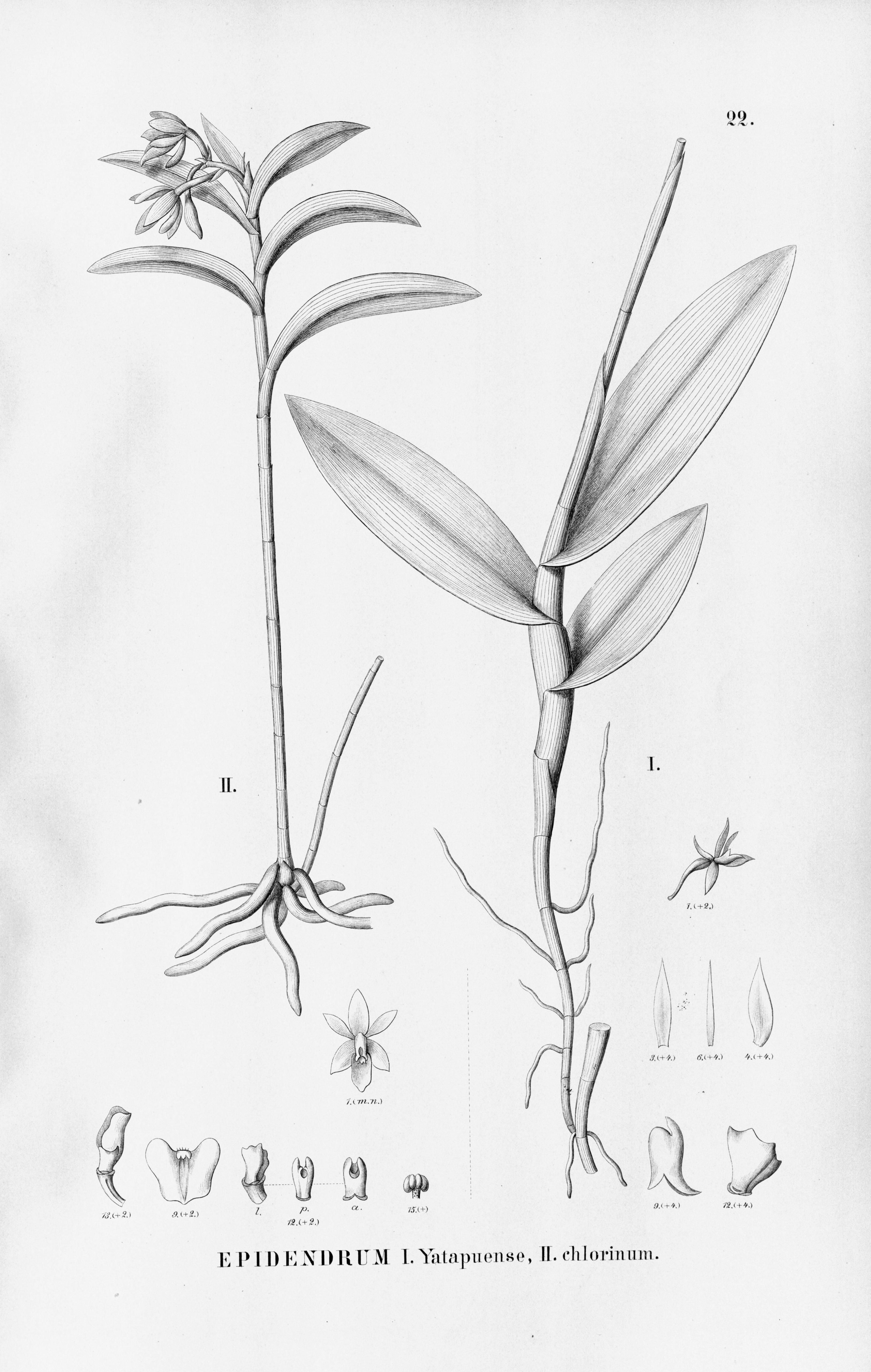